# Piero Ciampi
Piero Ciampi (Livorno, 28 de septiembre de 1934 – Roma, 19 de enero de 1980) fue un cantautor y poeta italiano, también publicó discos bajo el nombre artístico de Piero Litaliano.

## Trayectoria artística
Empezó su carrera como cantante en París, en 1957, cantando poemas propios. Se dio a conocer como "Piero Litaliano". En 1959, volvió a Italia donde se desarrolla como cantautor editando varios discos. Falleció en 1980 a los 46 años, de un cáncer de garganta. 

## Discografía[2][3]

### 45rpm
- 1961: Conphiteor/La grotta dell'amore (Bluebell, BB 03044; publicado como Piero Litaliano)
- 1961: L'ultima volta che la vidi/Quando il vento si leva (Bluebell, BB 03056; publicado como Piero Litaliano)
- 1961: Fino all'ultimo minuto/Qualcuno tornerà (CGD, N 9310; publicado como Piero Litaliano)
- 1961: Autunno a Milano/Hai lasciato a casa il tuo sorriso (CGD, N 9311; publicado como Piero Litaliano)
- 1962: Confesso/Non siamo tutti eroi (CGD, N 9325; publicado como Piero Litaliano)
- 1962: Lungo treno del Sud/Non siamo tutti eroi (CGD, N 9331; publicado como Piero Litaliano)
- 1962: Fra cent'anni/Confesso (CGD, N 9369; publicado como Piero Litaliano)
- 1962: Alé Alé/Fra cent'anni (CGD, N 9402; publicado como Piero Litaliano)
- 1963: Un giorno o l'altro ti lascerò/E va bene (Ariel, NF 501)
- 1965: Ho bisogno di vederti/Chieder perdono non è peccato (Ariel, NF 509)
- 1970: Tu no/Barbara non c'è (Det, DTP 59)
- 1971: L'amore è tutto qui/Il vino (Amico ZF 50173)
- 1972: Il giocatore/40 soldati 40 sorelle (Amico ZSLF 50219)
- 1973: Io e te, Maria/Te lo faccio vedere chi sono io (Amico ZSLF 50276)
- 1975: Andare camminare lavorare/Cristo tra i chitarristi (RCA Italiana TPBO 1081; promo TPBO 1091)
- 1975: Andare camminare lavorare/Quando finisce un amore (RCA Italiana TPJB 1101) (por juke-box; cara B cantada por Riccardo Cocciante)
- 1975: Uffa che noia/Canto una suora (promo, RCA Italiana TPBO 1178)

### EP
- 1961: Fino all'ultimo minuto/Qualcuno tornerà/Autunno a Milano/Hai lasciato a casa il tuo sorriso (CGD, E 6100)

### LP y CD
- 1963: Piero Litaliano (CGD, FG 5007)
- 1971: Piero Ciampi (Amico ZSLF 55041)
- [1973: Io e te abbiamo perso la bussola (Amico DZSLF 55133)
- 1975: Andare camminare lavorare e altri discorsi (RCA Italiana TPL1 1109)
- 1976: Dentro e fuori (álbum doble, 1976) (RCA Italiana TCL2 1184)
- 1992: Il disco (Arcana; CD con cinco temas inéditos del período RCA)

### En vivo
- 1995: Live al Tenco '76, inediti e provini (Papiro, PA 0011295)
- 2010: E continuo a cantare. Piero Ciampi live (Promo Music/Edel) (CD doble: en el primer disco Ciampi live en 1976 en el Club Tenco y el "Ciucheba" de Castiglioncello; en el segundo disco homenaje en vivo de artistas varios en 2008 en el Teatro Regio de Parma)

### Antologías
- 1981: Le carte in regola (RCA Italiana - Lineatre NL 33178)
- 1990: L'album di Piero Ciampi (LP triplo/CD doppio con sette inediti, RCA NL 74506 (3))
- 1995: Piero Ciampi (All the best) (CD RCA 74321 32947 2)
- 1997: Il mondo di Piero Ciampi (CD RCA Italiana - Lineatre 74321 51245 2)
- 2000: Non siamo tutti eroi (On Sale Music 52 OSM 049)
- 2010: Piero Ciampi, le canzoni e le sue storie (CD + DVD) (Sony Music 88697651802)
- 2010: Piero Ciampi (Record Service)

### Homenajes
- 1992: Te lo faccio vedere chi sono io! Gli amici cantano Piero Ciampi (BLU 004 CD) (19 artistas en directo en el Teatro Argentina de Roma en 1990)
- 2000: Inciampando (Interbeat) (14 artistas en vivo en el Teatro Brancaccio de Roma en 1995)
- 2012: Cosa resta di Piero Ciampi (Arroyo Records) (18 artistas en vivo en el Premio Ciampi en varios años)
- 2013: Reinciampando. Atto primo (CD doppio Interbeat, INT0112) (contiene los tributos en el Teatro Argentina de 1990 y en el Brancaccio de 1995)

## Poemarios
- Canzoni e poesie, Roma, Lato side, 1980.
- Ho solo la faccia di un uomo. Poesie e racconti inediti, Marano Lagunare, GET, 1985.
- Tutta l'opera, Milano, Arcana, 1992. ISBN 88-7966-006-3

## Rarezas
- Remolo e Romo
- Fantaradio con Renato Zero
- Rettilario